# ضفيرة وريدية رحمية
الضفائر الرحمية تقع على طول جوانب الزوايا العلوية للرحم ين طبقتي الرباط العريض في الرحم، وتتصل مع الضفيرة المبيضية والضفيرة المهبلية.
تقوم هذه الضفيرة بتصريف الدم عن طريق زوج من الأوردة الرحمية على كلا جانبي الرحم، وتنشأ هذه الأوردة من الجزء السفلي للضفيرة، مقابل الفوهة الخارجية للرحم، وتفتح على الوريد الخثلي المقابل لها.
هذه المقالة تعتمد على مواد ومعلومات ذات ملكية عامة، من الصفحة رقم 676  الطبعة العشرين لكتاب تشريح جرايز لعام 1918.